# 費多拉帽

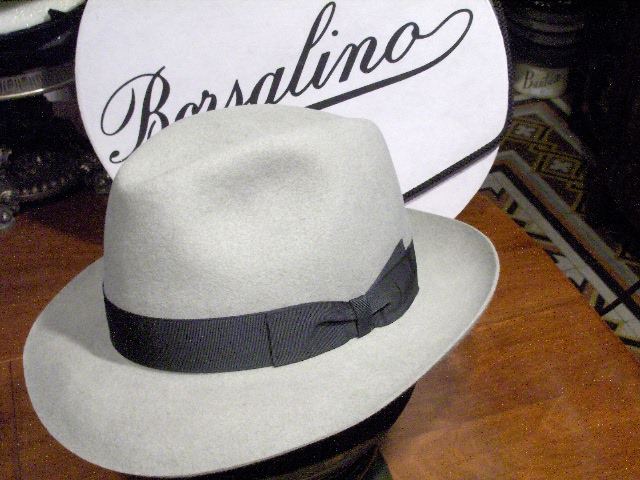

費多拉帽（fedora）是指一種帽頂中部有凹陷的帽子，多為氈製。「費多拉」這一名稱是由來於1882年劇作家維克托里安·薩爾杜為莎拉·伯恩哈特所寫的劇本中一個名為Fédora的角色。這個角色喜好女扮男裝，因在劇中常戴這種帽子，因而得名，也使得費多拉帽成為女權主義的象徵之一。
在卡通飛哥與小佛中，鴨嘴獸泰瑞戴的咖啡色特務帽就是費多拉帽。